# Carl Meffert
Carl Meffert, connu aussi sous le pseudonyme de Clément Moreau, est un graveur sur bois allemand. Il naît le 26 mars 1903 à Coblence en province de Rhénanie et meurt le 27 décembre 1988 à Sirnach en Suisse. Élève de Käthe Kollwitz, son art se situe dans la lignée de celui de Frans Masereel, notamment par son engagement politique et social.

## Biographie
Il connait très tôt la maison de correction et le dessin est pour lui un moyen de résistance.  En 1927 il consacre un récit graphique au bagne pour enfant où il a été interné. 
Il participe à la révolte spartakiste de Berlin. Après dénonciation par son père  il est condamné à six de prison. À sa sortie il apprend le dessin et la gravure. Il adhère à l'Association révolutionnaire des artistes plasticiens.
Exilé en Suisse après l'arrivée de Hitler au pouvoir, il est obligé de quitter ce pays et part pour l'Argentine en 1935, d'où la dictature militaire le force à revenir en Suisse en 1962.
Enseignant le design en Argentine, il a pour élève Ernesto Guevara, le futur « Che ».

## Œuvres
- Mein Kampf, de Adolf Hitler, 1937. Illustrations satiriques de l'œuvre de Hitler, parues dans la presse argentine.
- Nacht über Deutschland, 1940[4].
- Die Brücke im Dschungel (Le Pont dans la jungle) de B. Traven, 1979.
- Carl Meffert, Nuit sur l'Allemagne, La Crypte Tonique, coll. « Blow book » (no 3), 2019, 224 p., 7,6 × 11,6 cm[5]
- Les livres Nuit sur l'Allemagne. 107 linogravures des années 1937-1938 , Premiers travaux, suivi de Art prolétarien, Le livre de 300 gravures. Allemagne-Suisse-Argentine, sont diffusés par les éditions Plein Chant, à Bassac : http://www.pleinchant.fr/ 35 route de Condé 16120 Bassac (France)